# Reinaldo Riquelme
Reinaldo Riquelme Aravena (* 12. August 1934 in Valparaíso; † 27. Juli 2019 in Villa Alemana) war ein chilenischer Fußballspieler. Der Abwehrspieler wurde 1960 chilenischer Pokalsieger.

## Karriere
Reinaldo Riquelme, auch Negro genannt, begann seine Karriere 1952 bei den Santiago Wanderers und blieb bis 1957 beim Klub aus seiner Geburtsstadt Valparaíso. Nach einer kurzen Station bei Audax Italiano war er von 1959 bis 1962 bei Deportes La Serena. 1959 stieg er mit La Serena ab, 1960 gewann er die Copa Chile mit dem Zweitligisten und im Folgejahr gelang der Wiederaufstieg in die Primera División. 1963 kehrte Riquelme zu den Wanderers zurück und beendete dort 1964 seine Karriere.
1958 hatte Riquelme in der Nationalmannschaft unter Trainer Fernando Riera zwei inoffizielle Länderspiele gegen den österreichischen Klub First Vienna absolviert.

## Erfolge
La Serena
- Chilenischer Pokalsieger: 1960